# 祷读
禱读（英語：pray-reading）是基督徒閱讀《聖經》的一种方法。与「研讀」的方式不同，禱讀是直接用所读的经文来禱告。许多实行禱讀的基督徒，認為禱讀可以帮助他们从圣经中得到神的启示、有益於加深其属灵生命。